# Рассвет (Калининградская область)
Рассвет — посёлок в Гурьевском городском округе Калининградской области. Входит в состав Добринского сельского поселения.

## История
Кнёппельсдорф был взят в конце января 1945 года воинами 87-й гвардейской стрелковой дивизии 13-го гвардейского стрелкового корпуса 43-й армии совместно с 89-й танковой бригадой 1-го танкового корпуса.
В 1946 году Кнёппельсдорф был переименован в поселок Некрасово. В 1958 г. указом Президиума Верховного Совета РСФСР посёлок Некрасово переименован в посёлок Рассвет.

## Население
| 2002 | 2010 |
| ---- | ---- |
| 471  | ↘470 |